# .40 S&W
Die Patrone .40 S&W ist eine von Smith & Wesson entwickelte Pistolen-Patrone.

## Bezeichnung
Im deutschen Nationalen Waffenregister (NWR) wird die Patrone unter Katalognummer 158 unter folgenden Bezeichnungen geführt (gebräuchliche Bezeichnungen in Fettdruck)
- .40S&W (Hauptbezeichnung)
- .40 Auto

Ergänzend sind folgende Bezeichnungen gebräuchlich, die jedoch nicht im NWR aufgeführt werden:
- 10x22mm
- 10mm kurz
- .40 caliber (in den USA)

## Geschichte

Maße der .40 S&W

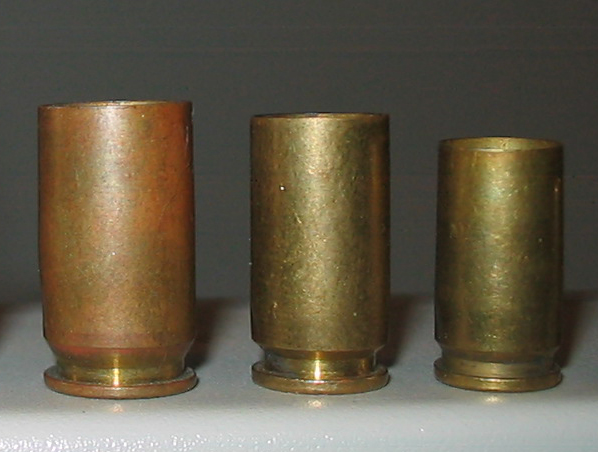
Patronenhülsen: links .45 ACP, Mitte .40 S&W, rechts 9-mm-Parabellum

Die Patrone wurde von Smith & Wesson 1990 entwickelt. Wegen des starken Rückstoßes der 10 mm Auto hatte das FBI die Patrone heruntergeladen und so praktisch eine 10 mm „light“ geschaffen. Da man bei der 10 mm Auto ebenfalls bemängelt hatte, dass die Hülse zu lang war, nutzte man den Umstand aus, dass die übrig gebliebene Menge an Pulver auch in eine kleinere Hülse passte. Smith & Wesson entwickelte die Patrone, wobei das Kaliber gleich blieb und nur die Patronenhülse gekürzt wurde.
Mit einer kürzeren Hülse konnte diese neue Patrone dann auch in kleinere Pistolen geladen werden, die ursprünglich für das Kaliber 9-mm-Parabellum konzipiert waren. Die .40 S&W wurde zusammen mit den Winchester-Munitionsfabriken als neu geschaffenes Produkt 1990 auf der Shot-Show in den Vereinigten Staaten vorgestellt.  Auch außerhalb der Vereinigten Staaten hat sie in mehreren Ländern Einzug gehalten, so in Kanada, Australien, Jordanien (CTU Anti-Terror-Einheit) und den Bundespolizeibehörden in Brasilien. Sie bietet ungefähr 40 % mehr Energie als eine 9 mm Parabellum bei normalem Druck. Die Patrone ist auch als Unterschall-Version (subsonic) erhältlich.
Mitte der 1990er Jahre gab es bei den Strafverfolgungsbehörden einen Trend .40 S&W gegenüber 9-mm-Parabellum zu favorisieren, der sich später wieder umkehrte. Das FBI schwenkte 2015 wieder auf 9-mm-Parabellum um. Ausschlaggebend war eine Leistungssteigerung der 9-mm-Parabellum durch Verbesserungen des Geschosses und der Treibladung. Gleichzeitig ist der Rückstoß der 9-mm-Parabellum geringer, was die Schussabgabe kontrollierbarer, schneller und treffsicherer macht.